# Rosetta Loy
Pour les articles homonymes, voir Rosetta et Loy.
Rosetta Loy, nom marital de Rosetta Provera, née le 15 mai 1931 à Rome (Italie) et morte le 1er octobre 2022 dans la même ville,  est une romancière italienne qui appartient à la génération des années trente, avec d'autres grands noms de la littérature italienne. 

## Biographie
Rosetta Loy est une écrivaine italienne, née à Rome en 1931, benjamine d'une famille de quatre enfants, un garçon et trois filles. Son père était un ingénieur piémontais et sa mère originaire de Rome travaillait avec lui. Elle a commencé à écrire à l'âge de neuf ans, mais sa véritable envie d'écrire s'est manifestée aux alentours de ses 25 ans. Après ses débuts avec le roman La bicyclette 1974, qui lui valut le prix Viareggio Opera Prima, elle a écrit de nombreux romans parmi lesquels Le strade di polvere, publié pour la première fois par Einaudi en 1987 et republié en 2007. Grâce à ce livre, elle a remporté de nombreux prix littéraires, comme le prix Campiello l'année de la première publication, le prix Supercampiello, le prix Viareggio, le prix Città di Catanzaro et le prix Rapello l'année suivante, et enfin le prix Montalcino deux ans après. Le roman raconte l'histoire d'une famille du Montferrat (Italie) à la fin de l'ère napoléonienne, dans les premières années de l'Unité italienne.
Parmi ses autres œuvres on notera La porte de l'eau 1976 (2001), Un chocolat chez Hanselmann 1995 (1996), Noir est l'arbre des souvenirs, bleu l'air 2004 (2007), qui historiquement situés entre 1941 et les années soixante, traitent d'histoires liées à la guerre et au bouleversement qu'elle induit.
Issue d'une riche famille d'obédience catholique, elle fait partie d'une certaine bourgeoisie italienne qui, tout en ne soutenant pas ouvertement le fascisme, ne s'est pas battue aux côtés des résistants contre les lois raciales, peut-être encore inconsciente de la tragédie qui prenait forme. Cette question est au centre de la trame de La parola ebreo 1997 (Madame Della Seta aussi est juive, 1998) qui a remporté le prix Fregene et le prix Rapallo-Carige.
On compte parmi ses œuvres récentes Ay Paloma, 2009, et des traductions (pour la collection «Scrittori tradotti da scrittori» (écrivains traduits par des écrivains) chez Einaudi) de Dominique de Eugène Fromentin et de la Princesse de Clèves de Madame de La Fayette.
Elle a aussi publié dans d'autres maisons d'édition, L'estate di Letuqué (Rizzoli 1982), All'insaputa della notte (Garzanti 1984/ Alinéa, 1991), Sogni d'inverno (Mondadori 1992/le Promeneur, 1994)
Elle a choisi que son roman de mémoire La première main soit d'abord publié en France. Elle est traduite dans beaucoup d'autres langues. Elle obtient en juillet 2017 le Prix Campiello.
Rosetta Loy meurt le 1er octobre 2022 à Rome et elle est inhumée dans le cimetière de Mirabello Monferrato.

### Famille
Rosetta Loy rencontre à l'âge de dix-sept ans Beppe Loy, frère de l'acteur et réalisateur Nanni Loy. Ils se marient en 1955, et le couple donne naissance à quatre enfants. Après la mort de son époux en 1981, elle a une longue relation avec l'écrivain et critique littéraire Cesare Garboli, relation qui ne prend fin qu'avec le décès de ce dernier en 2004,.

## Style
Le style de Rosetta Loy est « rapide, dépouillé, essentiel, mais profondément concret », selon Cesare Garboli qui la compare à certains écrivains du XVIIe siècle, « puisque comme certains écrivains du XVIIe siècle, - continue Garboli - elle brille sur des thèmes sur lesquels on finit toujours par mesurer, par habitude, le talent des romanciers : l'amour, la guerre, les enfants, la mort ».   Ce sont en effet certains éléments caractéristiques de l'écriture de Rosetta Loy.
Son écriture est limpide, unique et en même temps élégante, elle naît d'une grande passion pour l'écriture, une passion dont elle ne peut se passer et qu'elle-même définit comme un vice ou une maladie, mais qui lui donne en même temps la possibilité de se dédoubler, de se multiplier ; une passion qui lui permet de vivre une multitude de vies différentes comme elle-même l'affirme. Il est surtout fondamental que l'écriture se révèle un moyen qui permette d'accéder facilement au passé, à ce qui semble irrémédiablement perdu, et en particulier à l'histoire, sous tous ses aspects, toutes ses facettes. C'est l'écriture qui lui permet aussi de faire revivre ce qui est difficile, ce qui dérange, dans certains cas, la mémoire ; peut-être parce que trop honteux, et que, de nos jours, il semblerait que l'on soit trop facilement tenté d'oublier. Son engagement à ne pas oublier les horreurs qui se sont déroulées dans les Camps de concentration nazis en est un exemple.

Garboli aimait la décrire comme un écrivain de l'après-midi, un peu comme Italo Calvino, parce que le matin elle a besoin de sortir, d'aller s'aérer, et qu'elle se consacre à son activité d'écrivain seulement l'après-midi, chose que confirme Rosetta Loy. Un écrivain qui cherche dans la littérature une échappatoire à la réalité, au jour du calendrier, avec ses échéances, ses monotonies mais qui, de sa principale passion, prétend aussi redécouvrir le sens de la joie et de la douleur, en tentant de le scruter toujours avec des yeux nouveaux.

## Œuvres contre l'Holocauste
Rosette Loy fait partie de ces auteurs qui peuvent être définis comme des écrivains « de la mémoire », dans un sens qui renvoie à Marcel Proust, mais pas seulement. L'importance de ses souvenirs personnels et familiaux, la beauté de l’évocation de ses joies et douleurs d'enfance, d'adolescence, et des évènements de sa vie, se trouvent presque toujours superposés aux souvenirs d'un passé historique collectif, bien plus vaste et complexe. C'est un enchevêtrement, un mélange continu pour fondre ensemble, jusqu'à les confondre, la mémoire individuelle, qui revit incessamment dans ses œuvres, avec la mémoire bien plus de composite et articulée de l'histoire, du passé commun. Sa mémoire est aussi donc une histoire sociale et morale, c'est une éthique qui enseigne et met en garde, mais surtout c'est une prise de responsabilité, comme l'affirme l'auteur romaine, que chacun devrait accomplir. Elle fait preuve d'un profond engagement pour garder vivant le souvenir de l'holocauste, engagement concrétisé d'abord dans son livre La parola ebreo ("Madame Della Seta aussi est juive"), roman centré sur le thème des lois raciales en Italie, et ensuite dans un second roman, La cioccolata da Hanselmann ("Un chocolat chez Hanselmann"). Renforçant encore son engagement à dénoncer l'oubli de l'histoire, elle a aussi rédigé une lettre d'accusation, publiée sur le quotidien la Repubblica, dans laquelle elle condamne âprement les oublis actuels des horreurs des persécutions juives pendant la période du ventennio fascista (les deux décennies fascistes), considérant l'oubli comme un crime, un acte trop facile et stupide. « On oublie par paresse et parce c'est confortable », affirme Rosetta Loy, réaffirmant plus loin dans l'interview l'importance de la connaissance de ce qui s'est déroulé dans le passé, puisque la mémoire, assure-t-elle, continue d'être « l'unique moyen que nous avons pour distinguer le lieu où l'on vit, c'est une boussole qui nous permet de nous orienter. Oublier l'horreur des persécutions antisémites de ce siècle et son épouvantable fin peut être très dangereux. C'est comme être myope et jeter ses lunettes. »

## Formation littéraire
Héritière d'une culture fortement catholique, Rosette Loy a trouvé comme points de référence dans l'histoire de la littérature mondiale des auteurs comme Marcel Proust, Fiodor Dostoïevski et Virginia Woolf, ainsi que des classiques comme Guerre et Paix de Léon Tolstoï.
Parmi les auteurs italiens, Rosetta Loy s'inspire de Elsa Morante, dont elle apprécie particulièrement deux œuvres : L'histoire et le Mensonge et le sortilège.
La production de Natalia Ginzburg fut certainement une autre source d'inspiration, appréciée surtout pour la simplicité et pour le langage qu'elle utilise. Ce fut justement Natalia Ginzburg qui accompagna d'une note personnelle la publication du premier roman du Rosetta Loy, la bicyclette (1974), dans laquelle elle décrivit élogieusement le travail de l'auteure romaine naissante.
En ce qui concerne le thème de l'holocauste, Rosetta Loy a défini I sommersi e i salvati de Primo Levi, comme un des livres plus importants, qui ont su traiter de la manière la plus délicate possible, tout en se révélant dans le même temps extrêmement efficace, la tragédie vécue par les juifs. Selon l'auteure, Primo Levi a su analyser avec une extrême clarté quelques thèmes considérablement fragiles et épineux de l'holocauste, en plaçant la loupe de la littérature, après diverses réflexions de l'auteur, sur le point sensible, la question ultime : pourquoi certains ont-ils été sauvés et d'autres non ?, et en révélant un des aspects les plus atroces et en même temps, des plus suggestifs du génocide juif.
Parmi les autres livres fondamentaux, sur le génocide juif, l'auteure cite La tregua, toujours de Primo Levi, et du Le journal d'Anne Frank.

## Œuvres

### La bicyclette
Le livre, publié par Einaudi en 1974 et republié ensuite dans une seconde édition en 2007, est le premier roman de Rosetta Loy. Il raconte l'histoire d'une famille de la haute bourgeoisie italienne pendant et après la Seconde Guerre mondiale ; le thème principal du récit est l'adolescence et le temps qui passe. C'est l'œuvre qui l'a consacrée en tant qu'écrivain et qui lui a permis la victoire du prix Viareggio Première œuvre, de manière unanime de la part de la critique et du public. L'écrivain Natalia Ginzburg, qui avait accompagné la première publication du livre de sa note personnelle, l'avait défini : « doux murmure choral. Un livre dont il reste vite imprimé la voix, capable d'éclairer la vie même dans ses plis et trames plus minuscules ».

### La porte de l'eau
Le second roman de Rosetta Loy fut aussi d'abord publié par Einaudi, en 1976, et ensuite dans une seconde édition par les éditions Rizzoli, en 2001. Ce livre est un saut en arrière dans le temps, un plongeon dans les souvenirs de l'enfance d'écrivain et dans les inquiétudes que comporte, très communément, cette phase de la croissance. C'est une brève histoire qui se déroule le temps d'une saison, elle aussi raconte l'histoire d'une famille de la riche bourgeoisie italienne. Le lecteur est pris à témoin du malaise d'un enfant aux prises avec les premiers rapports en dehors de la famille : l'école maternelle, ses camarades, et même la confrontation avec la mort. Narrés à la première personne, de tels événements dépeignent la fragilité de la fillette dans cette vie qui lui apparaît comme une rigide et somptueuse cage, dans laquelle elle est prisonnière de ses rites et de ses formules bien précises : le réveil, l'école chez les sœurs, les promenades, les leçons de piano, une mère presque toujours absente et obsédée par les maladies. Le tout, toujours extrêmement scandé par la monotonie de journées vides et de la rigidité des gestes et comportements. C'est dans ce théâtre que l'enfant cherche une échappatoire, le salut de la solitude dorée qui l'opprime, en désirant ardemment pouvoir prendre une grande respiration qui atténuerait la souffrance causée par tant de vide et de silence qui exaspèrent ses jours. Elle est à la recherche d'un soulagement, même léger, qui pourrait bien être l'amour. Elle réussira à trouver un antidote à son ennui justement grâce à l'amour, mais elle se heurtera bien vite contre le mur des affections conventionnelles et de l'indifférence.

### L'estate di Letuche
Ce troisième roman de Rosetta Loy est un tableau de l'histoire italienne, qui va de la ferveur qui caractérise les années cinquante aux agitations des années soixante. Le protagoniste est une restauratrice, qui doit faire face à la confusion et au désordre d'une époque reflétée, dans sa vie personnelle et familiale. Épouse et mère d'un enfant, elle reste fortement impliquée dans les contestations de Soixante-huit, à cause d'un journaliste dont elle tombe éperdument amoureuse à tel point qu'elle décide d'abandonner son mari et son fils, en renonçant ainsi à son solide mariage et à sa stabilité affective. Elle est entrainée par son nouveau compagnon et son groupe d'amis dans la ferveur de l'époque. Elle sera cependant déçue par son amant qui, si au début semblait nourrir pour elle un sincère amour, l'éloignera d'elle-même. Le roman fut publié par les éditions Rizzoli en 1982, il reçut un grand succès, comme pour ses autres œuvres. À la publication de ce livre, l'écrivain Cesare Garboli salua le travail de Rosetta Loy, en définissant l'auteure comme la seule auteure italienne qui ait cherché à lire notre histoire avec continuité, en allant chercher sous la croûte d'une décennie tragiquement euphorique, les années Cinquante, le germe de tout ce qui s'est produit après.

### À l'insu de la nuit
Roman de 1984, édité par Garzanti, il raconte une histoire qui se passe au cours de l'été 1939. En réalité il s'agit de différentes histoires qui se mêlent entre elles ; l'œuvre se compose de neuf récits, dont chacun représente un désir perdu. L'atmosphère, toile de fond des diverses narrations est décrite de manière impitoyable, et constitue une matrice commune pour les aventures des personnages. Assidus voyageurs, leurs aventures se déroulent dans différentes zones du monde, parmi lesquelles Paris et Cortina d'Ampezzo, où, à cause de l'annonce d'une tempête dévastatrice qui renversera l'Europe, ils se rencontrent et se confrontent.
Dans la préface écrite lors de la réimpression du livre, Cesare Graboli avait commenté la particularité qui distinguait cette œuvre de Rosetta Loy de ses livres précédents, en affirmant que pour qui a lu Le strade di polvere (les routes de poussière), - le roman qui a offert une notoriété inattendue à Rosette Loy - il sera peut-être un peu difficile de reconnaître dans ces neuf récits romains, cruels et bourgeois, l'auteure de cet album de vie et d'histoire piémontaise ainsi semblable à une fuite chorale… Selon moi, Rosette Loy n'a pas du tout changé de style, en changeant de direction ; au contraire, je la retrouve inchangée, même presque plus semblable à elle-même, à sa manière de raconter avec les yeux, en vitesse, au pas de course, haletante, dans ces rapides morceaux de vie raffinée tranchés avec la violence d'un couteau de cuisine, plutôt que dans le filon analytique et dans les allegrettos intermittents desquels a été cousu le faux adage du roman-fleuve.

### Les Routes de poussière

#### Succès de l'œuvre
Écrit en 1987, édité par Einaudi, il est considéré comme le chef-d'œuvre de Rosette Loy. C'est le roman qui lui a offert une soudaine notoriété grâce à laquelle en 1988 elle a remporté de nombreux prix littéraires : prix Campiello et prix Supercampiello, prix Viareggio, prix de la Ville de Catanzaro et prix Rapallo. Ensuite, en 1990, même à trois ans de la première publication du livre, Rosetta Loy remporta le prix Montalcino.

#### Structure et trame
Le roman raconte l'histoire d'une famille du Monferrat, à l'époque napoléonienne, dans les premières années de l'Unité italienne, et de toutes les vicissitudes de la vie à la campagne pendant les guerres napoléoniennes : la misère, la pauvreté, les taxes trop élevées, le froid, les récoltes pas satisfaisantes. À ces problématiques on peut ajouter aussi celle du choléra, des crues du Po et de ses affluents, du coût exorbitant des guerres, des armées pauvres, épuisées, des villes assiégées, des partisans de Garibaldi en fuite, des embuscades et des voleurs. 
Ce scénario nous rapproche progressivement de la saga familiale qui constitue l'ossature de l'œuvre : elle tourne autour du chef de cette famille piémontaise, Grand Masten, un vieux propriétaire terrien, qui s'est enrichi pendant les guerres du XVIIIe et du XIXe siècle, et de ses deux fils, Pietro et Giuseppe. L'amour pour une même femme finira par séparer pour toujours les deux frères : Pietro, dit le Pidren, suivra un jeune et ambitieux général napoléonien, qui l'amènera jusqu'en Russie, alors que Giuseppe, dit le Giai, restera dans la maison de famille où il trouvera la mort. Toujours dans la légendaire maison de famille fondée de Grand Masten, on retrouvera aussi les fils de ce même Pietro, Gavriel et Luìs, et avec eux les aventures des enfants de Luìs. Il s'agit d'une succession de générations qui, à la fin des différentes époques historiques, finissent toujours par se retrouver dans la maison fondée par le patriarche.
Le livre entier est un dense entrelacement de vies, de descendances, qui ne cessent jamais de se croiser, accompagnées au son de chansons françaises et de mélodies de Mozart. Le thème qui lie toutes ces vies est le thème favori de Rosetta Loy : l'amour, dans tous ses couleurs et nuances ; l'amour allegro et contrecarré par tous, celui consensuel et sans angoisse, mais aussi exténuant et secret. D'autres thème importants : les rêves des différents personnages, les morts, la joie, le bonheur et toutes les différentes perceptions, sensations et émotions transmises de la narration.

### Madame Della Seta aussi est juive
Ce livre est, encore aujourd'hui, considéré comme un des romans les plus aimés de Rosetta Loy. Écrit en 1997, il fut publié par Einaudi.
L'histoire commence en 1938, lorsque Mussolini lance la campagne antisémite en Italie. Au drame qui était en train de se dérouler s'oppose l'inertie de la famille bourgeoise de l'auteure, qui n'avait fait signe d'aucune forme de désaccord tout en ne cautionnant pas la ligne politique du fascisme. Les raisons d'une telle attitude résident dans la permanence d'une atmosphère complaisante vis-à-vis de la force politique émergente de la part d'une bourgeoisie qui n'avait pas compris toute la portée de la politique de Mussolini. Ici aussi, Rosetta Loy nous repropose les souvenirs d'une enfance douce et innocente, qui se s'entrelace inévitablement avec les souvenirs bien plus âpres et inquiétants suscités par l'ombre pressante du second conflit mondial. C'est aussi une description linéaire d'images imprimées dans sa mémoire, les images des visages de personnes qui tout à coup, à cause du décret fasciste, apparaissaient comme d'autres personnes, des personnes nouvelles et différentes qui devant ses yeux, ceux d'un enfant, deviennent seulement des persécutés, perdant presque complètement leur humanité.
Dans ce livre l'enfance et le quotidien ont survécu à l'abri de l'histoire, loin des horreurs et du tragique de la guerre. L'auteure a su habilement reconstruire cette tragique époque charnière à l'aide de lettres, de discours, et de déclarations d'époque, où même la diplomatie du Vatican, dans la personne de Pie XII, n'avait été capable de s'opposer aux barbaries nazi. Mémoire individuelle et mémoire collective se superposent (élément caractéristique des narrations de Rosetta Loy) en mettant ainsi à jour les nœuds d'un dilemme historique et moral.
David Bidussa l'a défini comme un petit grand livre citoyen, Cesare Segre et Furio Colombo ont aussi fait part de beaucoup d'enthousiasme vis-à-vis de ce roman, en le définissant, respectivement comme n'étant, « pas un acte d'accusation mais un admirable examen de conscience », et « un petit livre sans précédent, écrit avec une apparente simplicité ».

### Un chocolat chez Hanselmann
C'est le second roman écrit par Rosetta Loy et basé sur le thème des persécutions juives pendant la Seconde Guerre mondiale. L'histoire en effet se déroule pendant les années Trente et tourne autour des aventures d'un jeune scientifique juif dont les deux demi-sœurs, Isabella et Margot, sont amoureuses. Une histoire d'amours qui se scande sur fond d'un tranquille refuge en Suisse, où la tragédie des horreurs de la guerre est de nouveau reproposée, en posant le regard, cette fois aussi, sur le tragique des persécutions raciales. Le livre a été publié en 1997 par les éditions Rizzoli.

### Ay Paloma
Édité par Einaudi en 2000, c'est un roman qui s'articule de nouveau sous le signe du second conflit mondial, même si cette fois il se déroule dans le village de Brusson, où la tragédie de la guerre a été vécue de manière moins intense par rapport à autres lieux. Les notes de Paloma se répandent mélancoliques dans l'air, d'un gramophone à manivelle, et semblent en quelque sorte, donner l'illusion de soulager la faim et la pénurie qu'éprouve un groupe de garçons qui partagent les malheurs de ces difficiles instants. Ce seront ces notes qui accompagneront les amours et les petits instants de joies qui persistent malgré la dévastation et la misère que porte la guerre. En même temps, comme pour indiquer la déchirante dureté de cette situation, ces notes se révéleront être aussi la bande sonore d'une mort annoncée.
Le 8 septembre sera une date frontière : tout ce qui est arrivé pendant la guerre, à partir de ce jour, ne constituera plus qu'un ensemble de souvenirs, terrifiants instants de mémoire qui rappelleront des images lucides et violentes des instants passés. Des images dramatiques et horribles, comme celle d'« un garçon qui marche rapidement, en agitant un manche vide comme le petit drapeau d'un pays dégluti par une catastrophe passée ; une femme mutilée, échevelée et hurlant qui se traîne dans la poussière ». Tu imagines que même après le conflit mondial ils continuent martyriser le paysage alpin.
Rosette Loy base entièrement ses souvenir, sa mémoire, sur un jeu d'évocations et de suggestions, qui glisse entre des visages, des gestes, des mots et de discutables choix moraux.

### Noir est l'arbre des souvenirs, bleu l'air
Publié par Einaudi en 2004, le livre est un travelling sur une longue et intense période historique qui va de 1941 aux années soixante. L'arbre des souvenirs que le titre rappelle est inspiré d'un vers du poète Sylvia Plath, un arbre qui bourgeonne autour d'un noyau tragique : celui de la guerre et du bouleversement qu'elle comporte. Il traite aussi de l'impact dévastateur que le conflit mondial aura sur une famille heureuse, qui bien vite, devra faire les comptes avec le dramatique et dévastant sillon noir de la Grande guerre et de l'après-guerre. Les aventures des personnages se mêlent à l'atmosphère des différentes phases de la guerre : des premiers mois du conflit, dans un environnement involontairement euphorique, à l'occupation allemande, en passant par les batailles en Afrique du Nord. Et à la fin de tout cela le roman s'illumine du souffle vital de l'après-guerre, phases qui débouchent sur l'ordre apparent des années soixante et du boom économique. C'est un cheminement dans le temps, mais aussi dans l'espace : de Venise, ville dans laquelle la famille vit ses derniers instants de bonheur, au désert libyen, où un soldat cherche à protéger et à défendre un amour entre le vacarme des bombes et le massacre des corps. Et ensuite, Versilia, Rome bombardée et occupée, Sant'Anna di Stazzema, lieu d'un des plus insensés et atroces massacres nazis.
L'amour est au centre du roman, l'amour vécu dans toutes ses formes et ses nuances : amours adolescents, anticonformistes, passionnels et sans futur.
Ce livre a obtenu le prix Jean Monnet des LITTERATURES EUROPEENNES DE COGNAC, en France, pays dans lequel elle est encore très appréciée.

### La Première Main
Ce roman est l'histoire de l'enfance de l'auteure romaine ; en effet il se déroule dans sa ville natale, Rome, au début et pendant la Seconde Guerre mondiale. C'est le dernier roman en date, publié d'abord en français en 2007, et pensé expressément pour le public français, sur une invitation de Colette Fellous, qui dirige la collection Traits et portraits pour la maison d'édition Mercure de France. En Italie il a été publié en 2009 par Rizzoli. L'histoire est centrée sur son enfance avec une particulière attention portée à l'histoire de son père, que la narratrice aime profondément ; en effet c'est à sa main que le titre fait référence. La narration débute avec les fiançailles du père, un ingénieur piémontais, avec sa jeune employée ; des fiançailles auxquelles s'oppose fortement sa mère, mais qui finalement, portera les deux protagonistes jusqu'au mariage, de cette union naîtront un garçon et trois filles, dont la dernière est auteure elle-même.
On entre ensuite, dans le roman, directement dans les souvenirs de Rosetta Loy, ceux typiques du regard d'un enfant qui vit une vie privilégiée ; elle évoque en effet les vacances à la mer et à la montagne avec sa famille, les bonnes et les nourrices, l'école. Mais à ces images s'ajoutent inévitablement celle de la Seconde Guerre mondiale, avec les problèmes de pénurie de nourriture et de privations que chaque guerre entraîne. Donc on glisse inexorablement dans les souvenirs du conflit : la faim, l'occupation, les massacres nazis, les bombardements sur Rome, jusqu'à l'arrivée des Américains. Et entre les premiers questionnements de l'adolescence, et les scènes de guerre de désolation, se déroule un incessant travelling de souvenirs, en permettant ainsi à la narratrice de décrire une réalité qui, à ses yeux d'enfant au début, puis d'adolescente ensuite, s'effrite tout autour d'elle. Déjà après sa première publication en France, le livre est considéré comme un chef-d'œuvre, acclamé avec beaucoup d'enthousiasme par le public et la critique ; Livres Hebdo l'a défini comme « un mémoire aux racines de son être, nostalgie intelligente, pudique et sans effusions, pourtant chargé d'une tendresse violente et sensuelle ».

## Ouvrages en français
Traduit de l'italien par Françoise Brun :
- La bicicletta, Torino, Einaudi, 1974.

La Bicyclette, Paris, L. Levi, 2002.
- La porta dell’acqua, Torino, Einaudi, 1976. (Milano, Rizzoli, 2001).

La Porte de l’eau, Paris, Payot & Rivages, 2001.
- L’estate di Letuche, Milano, Rizzoli, 1982.
- Walter Palmaran, Stampa alternativa, 1994.

Olga : Walter Palmaran, Paris, Payot et Rivages, 1999.
- All’insaputa della notte, Milano, Garzanti, 1984.

À l’insu de la nuit, Aix-en-Provence : Alinéa, 1991.
- Le strade di polvere, Torino, Einaudi, 1987.

Les Routes de poussière, Aix-en-Provence : Alinéa, 1989.
- Sogni d'inverno, Milano, Mondadori, 1995.

Rêves d’hiver, Paris, le Promeneur, 1994.
- La parola ebreo, Torino, Einaudi, 1997. (Einaudi 2002).

Madame Della Seta aussi est juive, Paris, Payot & Rivages, 1998.
- Cioccolata da Hanselmann, Milano, Rizzoli, 1997.

Un chocolat chez Hanselmann, Paris, Payot & Rivages, 1996.
- Ahi, Paloma, Torino, Einaudi, 2000.

Ay Paloman, Paris, Rivages, 2009.
- Nero è l'albero dei ricordi, azzurra l’aria, Torino, Einaudi, 2004.

Noir est l'arbre des souvenirs, bleu l’air, Paris, Librairie générale française, 2007.
- La prima mano, Milano, Rizzoli, 2009.

La Première Main, Paris, Mercure de France, 2007.
- Cœurs brisés, Paris, Mercure de France, 2010.
- La Main inutile, Avignon, Éditions Universitaires d'Avignon, 2011.
- Gli anni fra cane e lupo - 1969-1994 Il racconto dell’Italia ferita a morte, Milano, Chiarelettere, 2013.

L’Italie entre chien et loup, trad. Françoise Brun & René de Ceccatty, Paris, Le Seuil, 2015.